# 马克斯·冯·佩滕科弗
马克斯·冯·佩滕科弗（德語：Max von Pettenkofer，1818年12月3日—1901年2月10日，原名马克斯·约瑟夫·佩滕科弗，1883年受封）是一位巴伐利亚王国（后并入德国）的化学家和卫生学家。他毕业于慕尼黑大学，以实用的卫生工作，提供良好的水，新鲜空气和适当的污水处理而闻名。

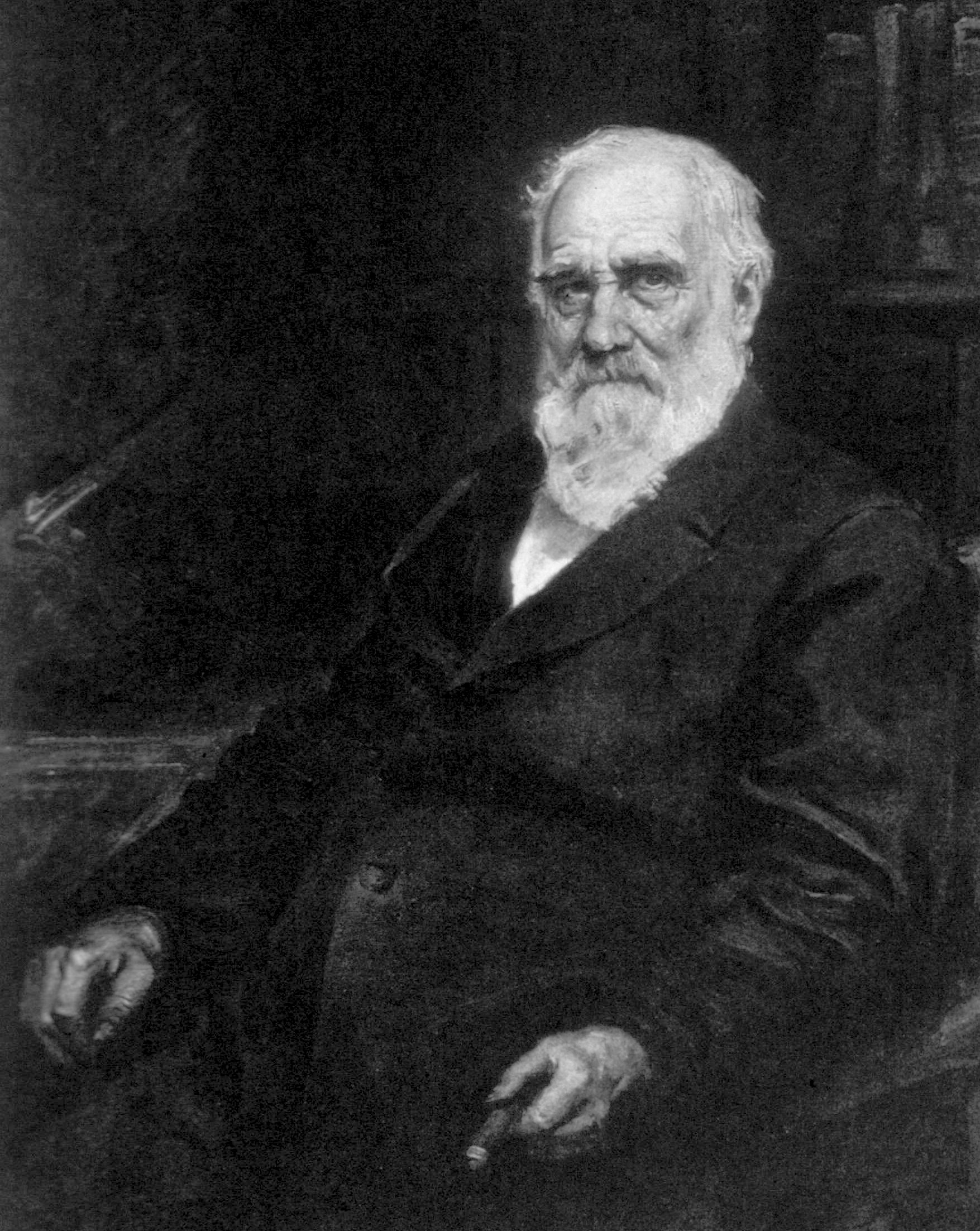
马克斯·冯·佩滕科弗